# Zwarte bonenluis
De zwarte bonenluis (Aphis fabae) is een polyfage bladluis die behoort tot de familie Aphididae.

## Beschrijving
De gevleugelde en ongevleugelde luizen zijn breedovaal, 1,7 tot 2,7 mm lang en hebben een mat zwarte kleur. De antennen en poten zijn licht van kleur met een donkere punt. Op het achterlijf zitten twee grote uitsteeksel (sifons).

## Biologie
De zwarte bonenluis wisselt van waardplant. De overwintering vindt als ei plaats op de winterwaardplanten wilde kardinaalsmuts, de Gelderse roos en de sneeuwbal. Uit deze eitjes komen de eerste wijfjes, die een generatie ongevleugelden voortbrengen. Deze ongevleugelde luizen zijn levendbarend en brengen gevleugelde luizen voort, die in april naar de zomerwaardplanten vliegen. Aangetast kunnen o.a. worden tuinboon, sperzieboon, pronkboon, suikerbiet, sommige zomerbloemen, sommige heesters, en verder is de boswilg erg geliefd. Op deze planten komen meerdere generaties, ongevleugelde, in koloniën levende luizen voor. Ook komen gevleugelde luizen voor, die zich verspreiden naar andere planten. De luizen zijn levendbarend en planten zich op de zomerwaardplanten voort door parthenogenese. In de herfst ontstaan gevleugelde, levendbarende exemplaren, die naar de winterwaardplanten vliegen en daar ongevleugelde luizen voortbrengen. Deze ongevleugelde luizen zetten na paring hun eitjes af in de oksels van de knoppen en scheuren in de schors.

## Aantastingsymptomen
Karakteristiek voor de aantasting is het inrollen van de bladeren en het kromgroeien van de stengeltoppen. Op de door de luizen uitgescheiden honingdauw kunnen zwarte schimmels zoals roetdauw gaan groeien. Daarnaast draagt de zwarte bonenluis verschillende, schadelijke plantenvirussen, zoals het bonenscherpmozaïekvirus en het erwtentopvergelingsvirus, over.

## Verspreiding
De zwarte bonenluis komt voor op het Noordelijk halfrond in gebieden met een gematigd of warm klimaat.

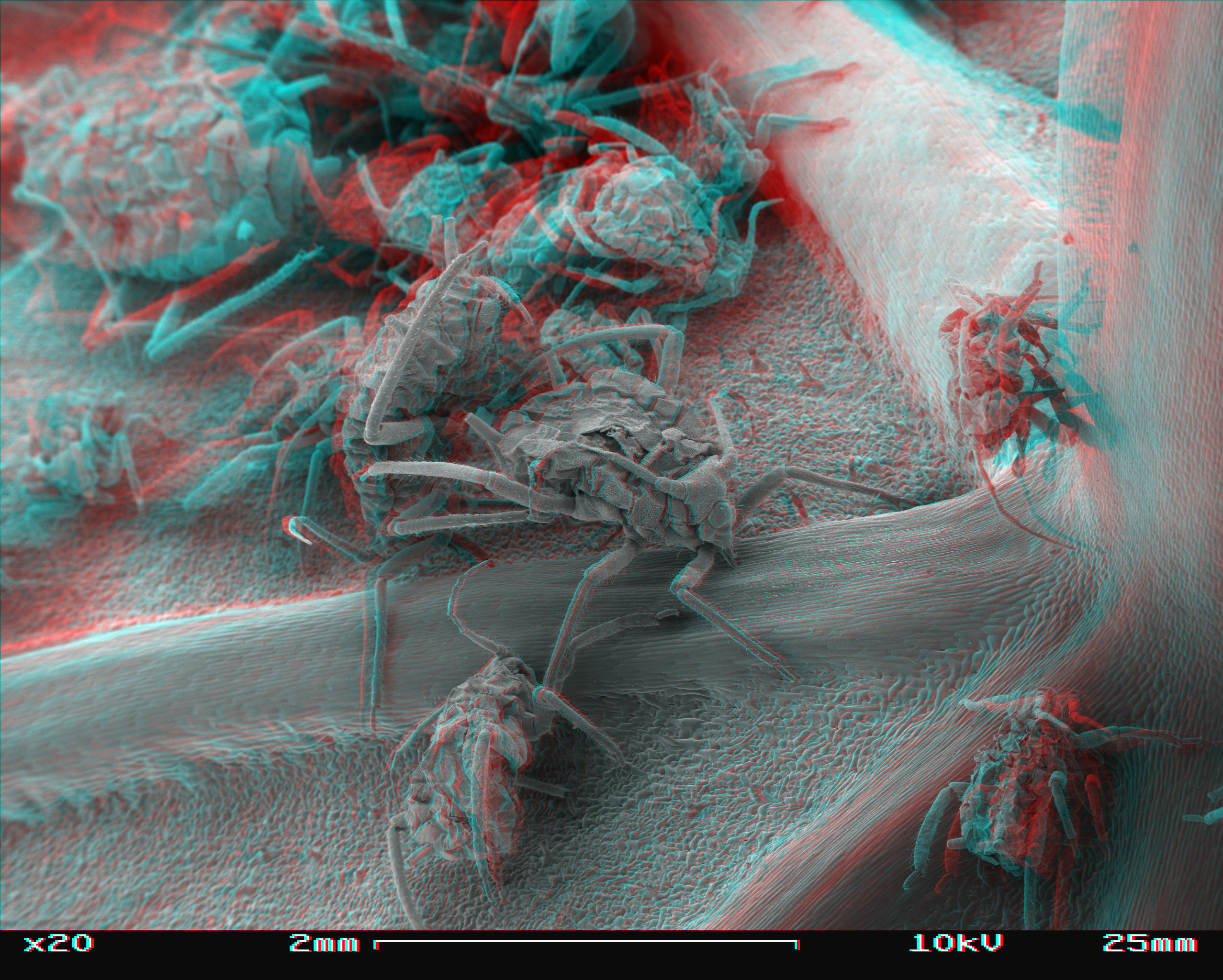
REM-anaglyf: Aphis fabae op de onderzijde van een blad, vergroting 20 ×
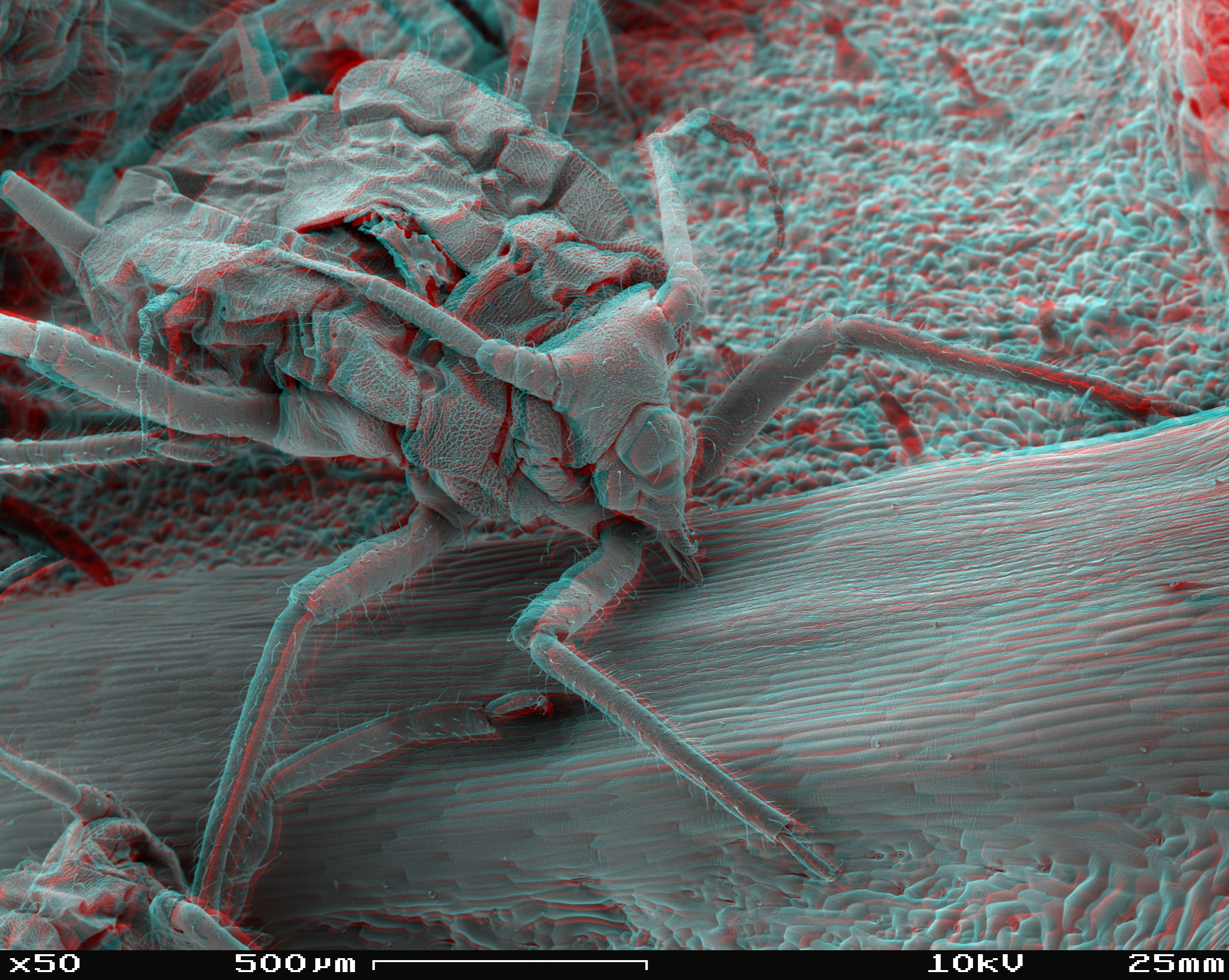
REM-anaglyf: Aphis fabae op de onderzijde van een blad, vergroting 50 ×
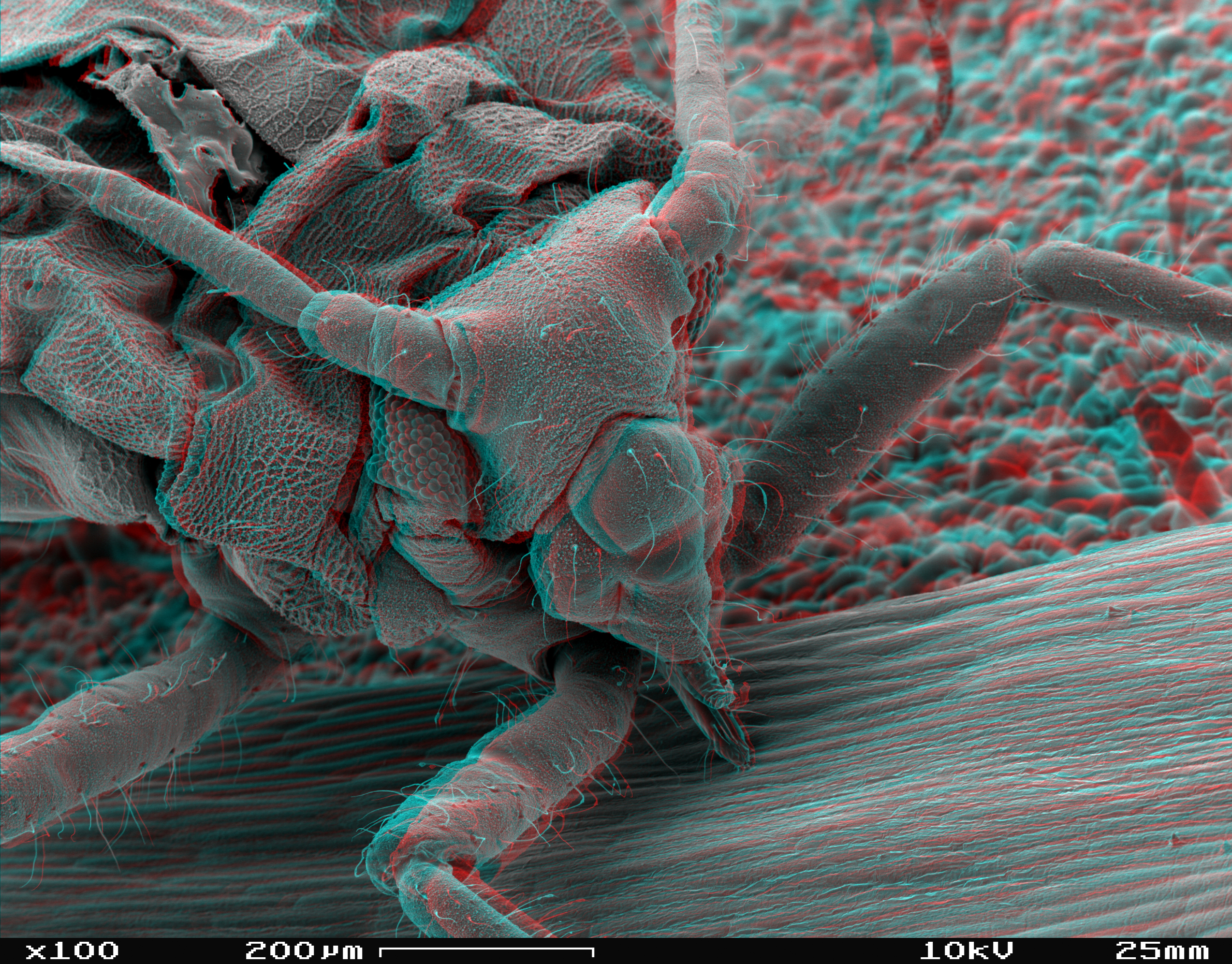
REM-anaglyf: Aphis fabae op de onderzijde van een blad, vergroting 100 ×
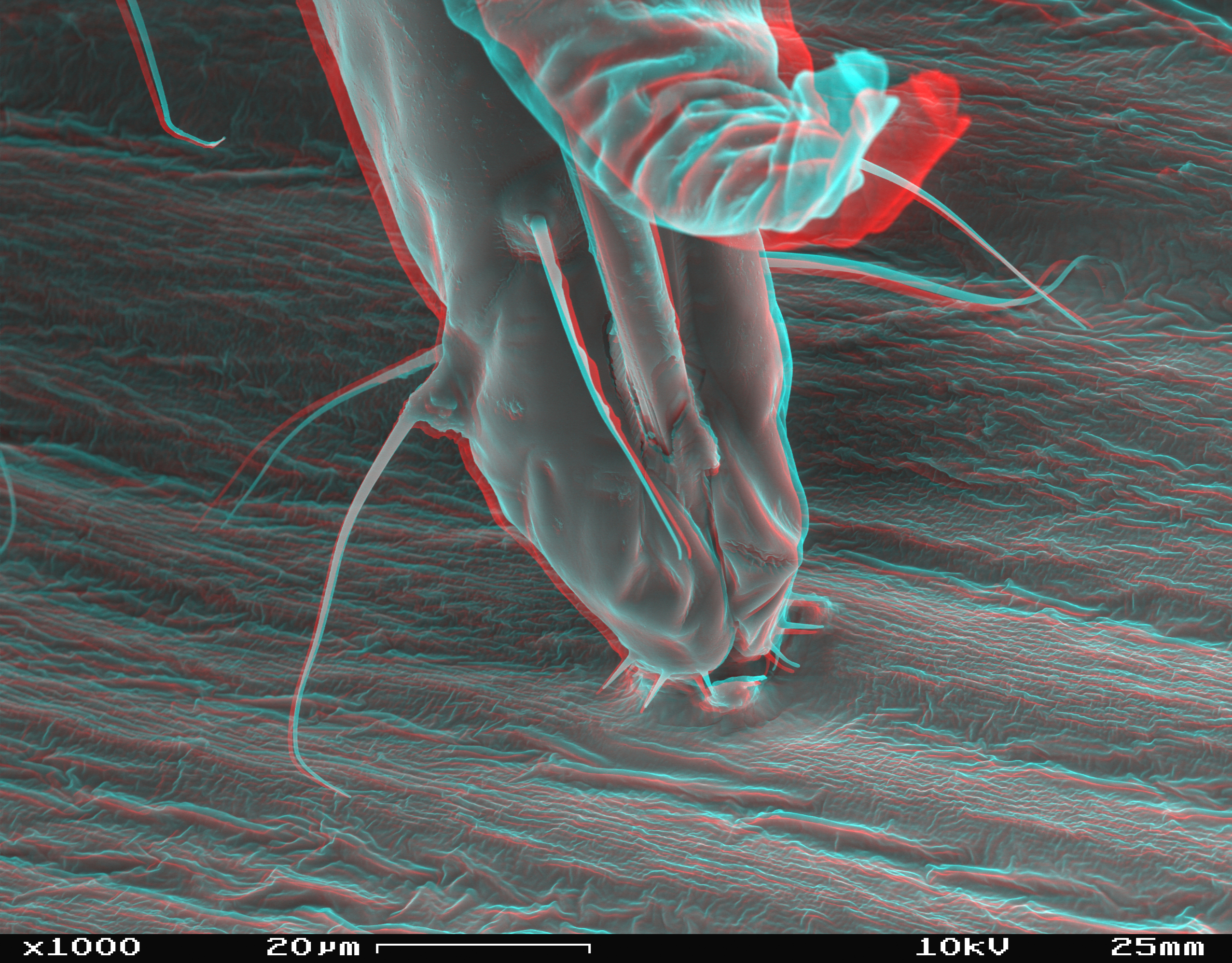
REM-anaglyf: Aphis fabae op de onderzijde van een blad, vergroting 1000 ×
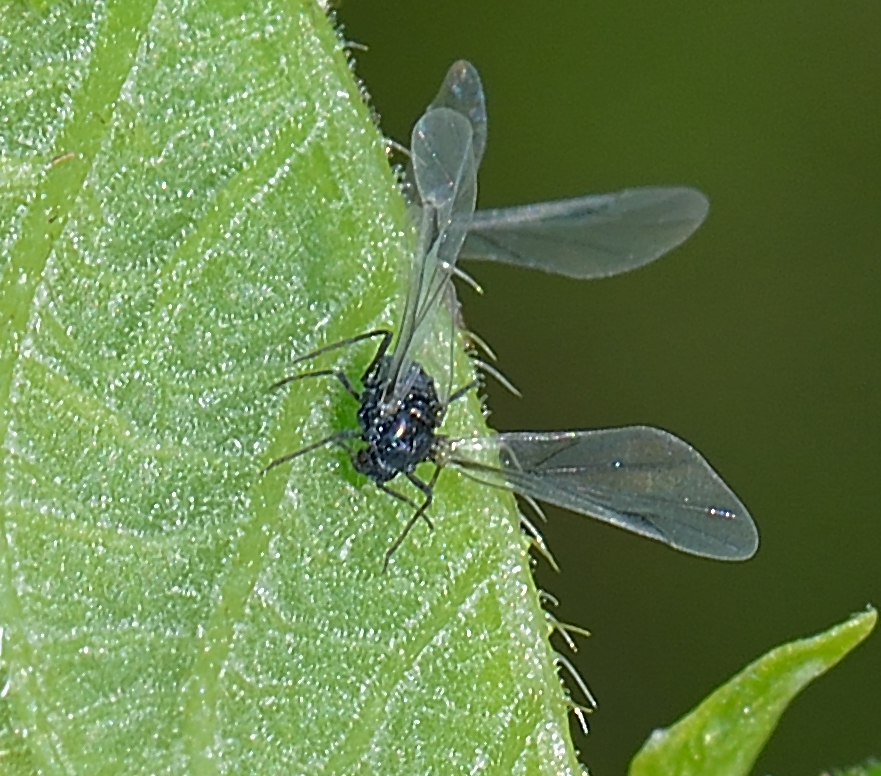
Gevleugelde luis